# Циклічні ангідриди кислот
Циклі́чні ангідри́ди кисло́т (англ. cyclic acid anhydrides, рос. циклические ангидриды кислот) — ангідриди кислот, утворені відніманням води від двох оксокислотних функцій (карбоксильних, сульфонових та ін.) RkE(=O)l(OH)m (l ≠ 0), які знаходяться в одній і тій самій молекулі, так що в результаті закривається цикл. Оксо- та оксизаміщені аналоги сюди також включаються.